# Sphaerodactylus oliveri
Sphaerodactylus oliveri är en ödleart som beskrevs av  Grant 1944. Sphaerodactylus oliveri ingår i släktet Sphaerodactylus och familjen geckoödlor. Inga underarter finns listade i Catalogue of Life.